# (28957) Danielfulop
(28957) Danielfulop est un astéroïde de la ceinture principale.

## Description
(28957) Danielfulop est un astéroïde de la ceinture principale. Il fut découvert le 21 janvier 2001 à Socorro (Nouveau-Mexique) par le projet LINEAR. Il présente une orbite caractérisée par un demi-grand axe de 2,35 UA, une excentricité de 0,19 et une inclinaison de 3,3° par rapport à l'écliptique.

## Compléments